# Nabrzeże zakładów chemicznych we Wrocławiu
Nabrzeże zakładów chemicznych – nabrzeże położone przy wrocławskim Kanale Żeglugowym, na jego prawym brzegu, w kilometrze 2,60 jego biegu, na osiedlu Kowale. Historia powstania w tym miejscu przeładowni związana jest z budową zakładów chemicznych Superphosphat – Fabrik Bergwerks – Gesellschaft, własności koncernu Georg von Giesches Erben. Tą drogą wodną transportowano i przeładowywano w tym porcie głównie fosforyty i apatyty. Były one importowane z Maroka, dostarczane drogą morską do portu w Szczecinie, skąd szlakiem Odry transportowane do Wrocławia. Również po II wojnie światowej, w czasach PRL, nabrzeże było wykorzystywane do przeładunku (w latach 70. około 100 tysięcy ton surowca fosforowego, w latach 80. około 30 tys. ton). Wyłączenie przeładowni z eksploatacji i demontaż suwnicy nastąpił w połowie lat 80..
Konstrukcja nabrzeża wykonana jest ze ścianki Larsena zwieńczonej oczepem wykonanym z betonu. Stateczność tej ściany oporowej zapewniają odciągi stalowe długości 7,7 m zamocowane do ściany kotwiącej. Dla potrzeb cumowania jednostek pływających wykonano betonowe pachoły cumownicze oraz odbojnice z opon. Nawierzchnia przylegająca do akwenu wykonana jest z płyt betonowych, częściowo także wybrukowana, a częściowo z nawierzchnią bitumiczną.
Na infrastrukturę przeładunkową składała się suwnica bramowa z 1927 roku. Materiał pobierany był za pomocą chwytaka o udźwigu 5,8 ton i pojemności 2,0 m³. Wydajność wynosiła 40 t/h. Pobrany z barki materiał wsypywany był do specjalnego kosza zsypowego, skąd kolejką podwieszaną transportowany był do magazynu zakładu. Inne elementy infrastruktury wykonane przy nabrzeżu to drogi dojazdowe kołowe i bocznica kolejowa.